# Dreamgames
Dreamgames, oprettet i 2005, er et dansk netværk, der henvender sig til udviklere og interessenter indenfor særligt computerspilsbranchen og  indholdsproduktion til digitale medier.